# Cúp bóng đá các quốc gia Ả Rập 2021
Cúp bóng đá các quốc gia Ả Rập 2021 (tên chính thức: 2021 FIFA Arab Cup; tiếng Ả Rập: كأس العرب 2021) là lần tổ chức thứ 10 của Cúp bóng đá các quốc gia Ả Rập; đây là lần đầu tiên mang tên FIFA Arab Cup. Giải được diễn ra từ ngày 30 tháng 11 đến ngày 18 tháng 12 tại Qatar như một giải đấu thử nghiệm cho Giải vô địch bóng đá thế giới 2022 cũng sẽ được tổ chức tại quốc gia này.
Giải đấu có sự góp mặt của 16 đội tuyển, trong đó có 7 đội vượt qua vòng loại; tất cả 23 đội  bóng thi đấu ở giải đều là thành viên của Liên đoàn bóng đá châu Á (AFC) hoặc Liên đoàn bóng đá châu Phi (CAF), đồng thời là các quốc gia thuộc Thế giới Ả Rập. 32 trận đấu được diễn ra tại sáu địa điểm và những địa điểm này cũng sẽ được sử dụng tại Giải vô địch bóng đá thế giới 2022.

## Đội tuyển tham dự
[[Tập tin:2021 Arab Cup map.svg|thumb|260x260px|
 {{legend|#ffbf00|Các đội đủ điều kiện tham dự Giải vô địch bóng đá các Quốc gia Ả Rập đã vượt qua vòng loại 
{{legend|#000000|Các đội không đủ điều kiện tham dự Giải vô địch bóng đá các Quốc gia Ả Rập, không vượt qua vòng loại 
 
]]

Các đội đủ điều kiện tham dự Giải vô địch bóng đá các Quốc gia Ả Rập mà không cần vượt qua vòng loại vòng loại legend|#ffbf00|Các đội đủ điều kiện tham dự Giải vô địch bóng đá các Quốc gia Ả Rập đã vượt qua vòng loại
legend|#000000|Các đội không đủ điều kiện tham dự Giải vô địch bóng đá các Quốc gia Ả Rập, không vượt qua vòng loại
Các đội không phải là thành viên của UAFA

Trong số 23 đội tham dự, 9 đội đứng đầu dựa trên bảng xếp hạng tháng 4 năm 2021 của FIFA đã trực tiếp vượt qua vòng loại, trong khi 14 đội còn lại thi đấu 7 trận. Tại vòng bảng sẽ có 4 bảng đấu gồm 4 đội thi đấu vòng tròn một lượt tính điểm, 2 đội đứng đầu mỗi bảng vào vòng loại trực tiếp gồm tứ kết, bán kết, trận tranh hạng ba và trận chung kết.
Mười bốn đội ở vòng loại được chia nhóm hạt giống dựa trên thứ hạng FIFA tháng 4 năm 2021 của họ: đội có thứ hạng cao nhất ở vòng loại, Oman đấu với đội có thứ hạng thấp nhất, Somalia. Lebanon, đội xếp thứ hai, đấu với Djibouti, v.v. Các đội đã thắng các trận đấu loại 1, 2 và 3 chiếm các vị trí 2, 3 và các đội còn lại được xếp vào ô 4 theo thứ tự.
Nam Sudan thông báo họ sẽ không tham dự vòng loại vì số lượng trường hợp mắc COVID-19 trong đội cao.
| Xếp thứ 1 đến 9 | Xếp thứ 10 đến 23 |
| --- | --- |
| 1. Qatar (58) (Chủ nhà) 2. Tunisia (26) 3. Algérie (33) 4. Maroc (34) 5. Ai Cập (46) 6. Ả Rập Xê Út (65) 7. Iraq (68) 8. UAE (73) 9. Syria (79) | 1. Oman (80) 2. Liban (93) 3. Jordan (95) 4. Bahrain (99) 5. Mauritanie (101) 6. Palestine (104) 7. Libya (119) 8. Sudan (123) 9. Comoros (131) 10. Yemen (145) 11. Kuwait (148) 12. Nam Sudan (169) 13. Djibouti (183) 14. Somalia (197) |

## Bốc thăm
Lễ bốc thăm vòng bảng diễn ra vào ngày 27 tháng 4 năm 2021 lúc 21:00 tại Nhà hát Opera Katara ở Doha theo giờ địa phương. Việc bốc thăm được thực hiện bởi Manolo Zubiria, giám đốc của FIFA cùng với 4 cựu danh thủ: Wael Gomaa (Ai Cập), Nawaf Al-Temyat (Ả Rập Xê Út), Haitham Mustafa (Sudan) và Younis Mahmoud (Iraq).
Mười sáu đội được bốc thăm thành bốn bảng. Đội chủ nhà Qatar được xếp vào nhóm 1 và vị trí A1, trong khi các đội đủ điều kiện còn lại được xếp vào nhóm tương ứng của họ dựa trên Bảng xếp hạng FIFA tháng 4 năm 2021. Syria, đội có thứ hạng thấp nhất vượt qua vòng loại, được chọn vào nhóm 3. Algeria, với tư cách là đội vô địch Cúp châu Phi 2019, được xếp ở vị trí D1.
| Đội tuyển | Thứ hạng |
| --------- | -------- |
| Qatar     | 58       |
| Tunisia   | 26       |
| Algérie   | 33       |
| Maroc     | 34       |

| Đội tuyển   | Thứ hạng |
| ----------- | -------- |
| Ai Cập      | 46       |
| Ả Rập Xê Út | 65       |
| Iraq        | 68       |
| UAE         | 73       |

| Đội tuyển         | Thứ hạng |
| ----------------- | -------- |
| Syria             | 79       |
| Thắng vòng loại 1 | —        |
| Thắng vòng loại 2 | —        |
| Thắng vòng loại 3 | —        |

| Đội tuyển         | Thứ hạng |
| ----------------- | -------- |
| Thắng vòng loại 4 | —        |
| Thắng vòng loại 5 | —        |
| Thắng vòng loại 6 | —        |
| Thắng vòng loại 7 | —        |

### Bảng đấu
| Nhóm | Đội tuyển |
| ---- | --------- |
| A1   | Qatar     |
| A2   | Iraq      |
| A3   | Oman      |
| A4   | Bahrain   |

| Nhóm | Đội tuyển  |
| ---- | ---------- |
| B1   | Tunisia    |
| B2   | UAE        |
| B3   | Syria      |
| B4   | Mauritanie |

| Nhóm | Đội tuyển   |
| ---- | ----------- |
| C1   | Maroc       |
| C2   | Ả Rập Xê Út |
| C3   | Jordan      |
| C4   | Palestine   |

| Nhóm | Đội tuyển |
| ---- | --------- |
| D1   | Algérie   |
| D2   | Ai Cập    |
| D3   | Liban     |
| D4   | Sudan     |

## Địa điểm thi đấu
| Các thành phố chủ nhàDohaAl KhorAl WakrahAl-Rayyan                                                           | Ai Khor                             | Al Wakrah                                          |
| --- | ----------------------------------- | -------------------------------------------------- |
| Các thành phố chủ nhàDohaAl KhorAl WakrahAl-Rayyan                                                           | Sân vận động Al Bayt                | Sân vận động Al Janoub                             |
| Các thành phố chủ nhàDohaAl KhorAl WakrahAl-Rayyan                                                           | Sức chứa: 60.000                    | Sức chứa: 40.000                                   |
| Các thành phố chủ nhàDohaAl KhorAl WakrahAl-Rayyan                                                           | Tập tin:Al Bayt Stadium 02 crop.jpg | Tập tin:Visita ao estádio de futebol Al Janoub.jpg |
| Sân vận động tại khu vực DohaEducation CityRas Abu AboudKhalifaThumama                                       | Doha                                | Doha                                               |
| Sân vận động tại khu vực DohaEducation CityRas Abu AboudKhalifaThumama                                       | Sân vận động Ras Abu Aboud          | Sân vận động Al Thumama                            |
| Sân vận động tại khu vực DohaEducation CityRas Abu AboudKhalifaThumama                                       | Sức chứa: 40.000                    | Sức chứa: 40.000                                   |
| Sân vận động tại khu vực DohaEducation CityRas Abu AboudKhalifaThumama                                       |                                     |                                                    |
| Al Rayyan (Khu vực Doha)                                                                                     |                                     |                                                    |
| Sân vận động Education City                                                                                  | Sân vận động Quốc tế Khalifa        | Sân vận động Ahmed bin Ali                         |
| Sức chứa: 45.350                                                                                             | Sức chứa: 45.416                    | Sức chứa: 44.740                                   |
| Tập tin:Aerial view of Education City Stadium and Oxygen Park in Al Rayyan (Education City Stadium) crop.jpg |                                     | Tập tin:Al-Rayan-Stadium (9).jpg                   |

## Vòng loại
| Đội 1      | Tỉ số      | Đội 2     |
| ---------- | ---------- | --------- |
| Libya      | 0–1        | Sudan     |
| Oman       | 2–1        | Somalia   |
| Jordan     | 3–0 (awd.) | Nam Sudan |
| Mauritanie | 2–0        | Yemen     |
| Liban      | 1–0        | Djibouti  |
| Palestine  | 5–1        | Comoros   |
| Bahrain    | 2–0        | Kuwait    |

Dưới đây là lịch thi đấu theo giờ Arabia Standard Time (UTC+3).
| Libya | 0–1      | Sudan                      |
| ----- | -------- | -------------------------- |
|       | Chi tiết | - Abdel Rahman 15' (ph.đ.) |

| Oman                                       | 2–1      | Somalia     |
| ------------------------------------------ | -------- | ----------- |
| - Al-Ghassani 12' - Al-Yahyaei 36' (ph.đ.) | Chi tiết | - Gigli 54' |

| Jordan | 3–0 (xử thắng) | Nam Sudan |
| ------ | -------------- | --------- |
|        | Chi tiết       |           |

| Mauritanie                 | 2–0      | Yemen |
| -------------------------- | -------- | ----- |
| - Diakhité 18' - Tanjy 85' | Chi tiết |       |

| Liban          | 1–0      | Djibouti |
| -------------- | -------- | -------- |
| - El-Helwe 46' | Chi tiết |          |

| Palestine                                                 | 5–1      | Comoros     |
| --------------------------------------------------------- | -------- | ----------- |
| - Kharoub 35' - Dabbagh 42' - Seyam 56', 72' - Batran 81' | Chi tiết | - Moussa 5' |

| Bahrain                 | 2–0      | Kuwait |
| ----------------------- | -------- | ------ |
| - Haram 74' - Isa 90+4' | Chi tiết |        |

## Vòng bảng
Dưới đây là lịch thi đấu theo giờ Giờ tiêu chuẩn Ả Rập (UTC+3).
| Ngày thi đấu | Các ngày                         | Trận đấu     |
| ------------ | -------------------------------- | ------------ |
| Ngày 1       | 30 tháng 11 – 1 tháng 2 năm 2021 | 1 v 4, 2 v 3 |
| Ngày 2       | 3–4 tháng 12 năm 2021            | 4 v 2, 3 v 1 |
| Ngày 3       | 6–7 tháng 12 năm 2021            | 3 v 4, 1 v 2 |

Thứ hạng của các đội ở vòng bảng được xác định như sau:
1. Điểm số sau các trận (ba điểm cho một trận thắng, một điểm cho một trận hòa, không có điểm nào nếu như thua);
2. Hiệu số bàn thắng bại trong tất cả các trận đấu vòng bảng;
3. Số bàn thắng ghi được trong tất cả các trận đấu vòng bảng;
4. Điểm thu được trong các trận đấu giữa các đội;
5. Chênh lệch bàn thắng trong các trận đấu giữa các đội;
6. Số bàn thắng được ghi trong các trận đấu giữa các đội;
7. Điểm Fairplay được áp dụng trong tất cả các trận đấu:  - Thẻ vàng: -1 điểm
  - Thẻ đỏ gián tiếp (thẻ vàng thứ hai): -3 điểm
  - Thẻ đỏ trực tiếp: -4 điểm;
  - Thẻ vàng và thẻ đỏ trực tiếp: -5 điểm;
8. Bốc thăm

### Bảng A
| VT | Đội       | ST | T | H | B | BT | BB | HS | Đ | Giành quyền tham dự     |
| -- | --------- | -- | - | - | - | -- | -- | -- | - | ----------------------- |
| 1  | Qatar (H) | 3  | 3 | 0 | 0 | 6  | 1  | +5 | 9 | Vòng đấu loại trực tiếp |
| 2  | Oman      | 3  | 1 | 1 | 1 | 4  | 2  | +2 | 4 | Vòng đấu loại trực tiếp |
| 3  | Iraq      | 3  | 0 | 2 | 1 | 1  | 4  | −3 | 2 |                         |
| 4  | Bahrain   | 3  | 0 | 1 | 2 | 0  | 4  | −4 | 1 |                         |

| Qatar       | 1–0      | Bahrain |
| ----------- | -------- | ------- |
| - Hatem 69' | Chi tiết |         |

| Iraq                        | 1–1      | Oman                     |
| --------------------------- | -------- | ------------------------ |
| - Abdulkareem 90+8' (ph.đ.) | Chi tiết | - Al-Yahyaei 78' (ph.đ.) |

| Bahrain | 0–0      | Iraq |
| ------- | -------- | ---- |
|         | Chi tiết |      |

| Oman           | 1–2      | Qatar                                          |
| -------------- | -------- | ---------------------------------------------- |
| - Al-Hajri 74' | Chi tiết | - Akram Afif 32' (ph.đ.) - Durbin 90+7' (l.n.) |

| Oman                                               | 3–0      | Bahrain |
| -------------------------------------------------- | -------- | ------- |
| - R. Al-Alawi 41' - A. Al-Alawi 50' - Al-Hajri 59' | Chi tiết |         |

| Qatar                                  | 3–0      | Iraq |
| -------------------------------------- | -------- | ---- |
| - Ali 82' - Afif 84' - Al-Haydos 90+4' | Chi tiết |      |

### Bảng B
| VT | Đội        | ST | T | H | B | BT | BB | HS | Đ | Giành quyền tham dự     |
| -- | ---------- | -- | - | - | - | -- | -- | -- | - | ----------------------- |
| 1  | Tunisia    | 3  | 2 | 0 | 1 | 6  | 3  | +3 | 6 | Vòng đấu loại trực tiếp |
| 2  | UAE        | 3  | 2 | 0 | 1 | 3  | 2  | +1 | 6 | Vòng đấu loại trực tiếp |
| 3  | Syria      | 3  | 1 | 0 | 2 | 4  | 4  | 0  | 3 |                         |
| 4  | Mauritanie | 3  | 1 | 0 | 2 | 3  | 7  | −4 | 3 |                         |

| Tunisia                                               | 5–1      | Mauritanie              |
| ----------------------------------------------------- | -------- | ----------------------- |
| - Jaziri 39, 45+2' - Ben Larbi 42, 51' - Msakni 90+1' | Chi tiết | - Bessam 45+12' (ph.đ.) |

| UAE                    | 2–1      | Syria           |
| ---------------------- | -------- | --------------- |
| - Caio 24' - Saleh 30' | Chi tiết | - Al Salama 60' |

| Mauritanie | 0–1      | UAE             |
| ---------- | -------- | --------------- |
|            | Chi tiết | - Ibrahim 90+3' |

| Syria                    | 2–0      | Tunisia |
| ------------------------ | -------- | ------- |
| - Kass Kawo 4' - Anz 47' | Chi tiết |         |

| Syria          | 1–2      | Mauritanie                 |
| -------------- | -------- | -------------------------- |
| - Al Baher 52' | Chi tiết | - Soueid 50' - Tanjy 90+5' |

| Tunisia      | 1–0      | UAE |
| ------------ | -------- | --- |
| - Jaziri 10' | Chi tiết |     |

### Bảng C
| VT | Đội         | ST | T | H | B | BT | BB | HS | Đ | Giành quyền tham dự     |
| -- | ----------- | -- | - | - | - | -- | -- | -- | - | ----------------------- |
| 1  | Maroc       | 3  | 3 | 0 | 0 | 9  | 0  | +9 | 9 | Vòng đấu loại trực tiếp |
| 2  | Jordan      | 3  | 2 | 0 | 1 | 6  | 5  | +1 | 6 | Vòng đấu loại trực tiếp |
| 3  | Ả Rập Xê Út | 3  | 0 | 1 | 2 | 1  | 3  | −2 | 1 |                         |
| 4  | Palestine   | 3  | 0 | 1 | 2 | 2  | 10 | −8 | 1 |                         |

| Maroc                                               | 4–0      | Palestine |
| --------------------------------------------------- | -------- | --------- |
| - Nahiri 31' - Hafidi 56', 64' - Benoun 87' (ph.đ.) | Chi tiết |           |

| Ả Rập Xê Út | 0–1      | Jordan                  |
| ----------- | -------- | ----------------------- |
|             | Chi tiết | - Al-Dawsari 62' (l.n.) |

| Jordan | 0–4      | Maroc                                                        |
| ------ | -------- | ------------------------------------------------------------ |
|        | Chi tiết | - Jabrane 4' - Benoun 25' - Chibi 45+3' - Rahimi 88' (ph.đ.) |

| Palestine      | 1–1      | Ả Rập Xê Út     |
| -------------- | -------- | --------------- |
| - Rashid 45+2' | Chi tiết | - Al-Hamdan 81' |

| Maroc                       | 1–0      | Ả Rập Xê Út |
| --------------------------- | -------- | ----------- |
| - El Berkaoui 45+4' (ph.đ.) | Chi tiết |             |

| Jordan                                                                           | 5–1      | Palestine   |
| -------------------------------------------------------------------------------- | -------- | ----------- |
| - Abdel-Rahman 9' (ph.đ.) - Al-Dardour 24' - Al-Mardi 82' - Al-Naimat 86', 90+1' | Chi tiết | - Seyam 44' |

### Bảng D
| VT | Đội     | ST | T | H | B | BT | BB | HS  | Đ | Giành quyền tham dự     |
| -- | ------- | -- | - | - | - | -- | -- | --- | - | ----------------------- |
| 1  | Ai Cập  | 3  | 2 | 1 | 0 | 7  | 1  | +6  | 7 | Vòng đấu loại trực tiếp |
| 2  | Algérie | 3  | 2 | 1 | 0 | 7  | 1  | +6  | 7 | Vòng đấu loại trực tiếp |
| 3  | Liban   | 3  | 1 | 0 | 2 | 1  | 3  | −2  | 3 |                         |
| 4  | Sudan   | 3  | 0 | 0 | 3 | 0  | 10 | −10 | 0 |                         |

1. 1 2  Điểm Fair-play: Egypt –6, Algeria –11.

| Algérie                                          | 4–0      | Sudan |
| ------------------------------------------------ | -------- | ----- |
| - Bounedjah 11, 37' - Benlamri 43' - Soudani 46' | Chi tiết |       |

| Ai Cập              | 1–0      | Liban |
| ------------------- | -------- | ----- |
| - Afsha 71' (ph.đ.) | Chi tiết |       |

| Liban | 0–2      | Algérie                               |
| ----- | -------- | ------------------------------------- |
|       | Chi tiết | - Brahimi 69' (ph.đ.) - Meziani 90+3' |

| Sudan | 0–5      | Ai Cập                                                                     |
| ----- | -------- | -------------------------------------------------------------------------- |
|       | Chi tiết | - Refaat 4' - Zizo 13' (ph.đ.) - El Wensh 31' - H. Faisal 57' - Sherif 80' |

| Algérie      | 1–1      | Ai Cập                 |
| ------------ | -------- | ---------------------- |
| - Tougai 20' | Chi tiết | - El Solia 60' (ph.đ.) |

| Liban                    | 1–0      | Sudan |
| ------------------------ | -------- | ----- |
| - Abu Eshrein 76' (l.n.) | Chi tiết |       |

## Vòng đấu loại trực tiếp

### Sơ đồ
|  | Tứ kết                              | Tứ kết                          |                                    |       | Bán kết       | Bán kết       |  |  | Chung kết | Chung kết |
|  |                                     |                                 |                                    |       |               |               |  |  |           |           |
|  | 10 December – Al Rayyan (Education) |                                 |                                    |       |               |               |  |  |           |           |
|  |                                     |                                 |                                    |       |               |               |  |  |           |           |
|  | Tunisia                             | 2                               |                                    |       |               |               |  |  |           |           |
|  | Tunisia                             | 2                               | 15 December – Doha (974)           |       |               |               |  |  |           |           |
|  | Oman                                | 1                               |                                    |       |               |               |  |  |           |           |
|  | Oman                                | 1                               | Tunisia                            | 1     |               |               |  |  |           |           |
|  | 11 December – Al Wakrah             |                                 | Tunisia                            | 1     |               |               |  |  |           |           |
|  |                                     | Ai Cập                          | 0                                  |       |               |               |  |  |           |           |
|  | Ai Cập (s.h.p.)                     | Ai Cập                          | 0                                  | 3     |               |               |  |  |           |           |
|  | Ai Cập (s.h.p.)                     |                                 | 18 tháng 12 – Al Khor              | 3     |               |               |  |  |           |           |
|  | Jordan                              | 1                               |                                    |       |               |               |  |  |           |           |
|  | Jordan                              | 1                               | Tunisia                            | 0     |               |               |  |  |           |           |
|  | 10 December – Al Khor               |                                 | Tunisia                            | 0     |               |               |  |  |           |           |
|  |                                     | Algérie                         | 2                                  |       |               |               |  |  |           |           |
|  | Qatar                               | Algérie                         | 2                                  | 5     |               |               |  |  |           |           |
|  | Qatar                               | 15 December – Doha (Al Thumama) |                                    | 5     |               |               |  |  |           |           |
|  | UAE                                 | 0                               |                                    |       |               |               |  |  |           |           |
|  | UAE                                 | 0                               | Qatar                              | 1     |               |               |  |  |           |           |
|  | 11 December – Doha (Al Thumama)     |                                 | Qatar                              | 1     |               |               |  |  |           |           |
|  |                                     | Algérie                         | 2                                  |       | Tranh hạng ba | Tranh hạng ba |  |  |           |           |
|  | Maroc                               | Algérie                         | 2                                  | 2 (3) | Tranh hạng ba | Tranh hạng ba |  |  |           |           |
|  | Maroc                               |                                 | 18 tháng 12 – Doha (Ras Abu Aboud) | 2 (3) |               |               |  |  |           |           |
|  | Algérie (p)                         | 2 (5)                           |                                    |       |               |               |  |  |           |           |
|  | Algérie (p)                         | 2 (5)                           | Ai Cập                             | 0 (4) |               |               |  |  |           |           |
|  |                                     |                                 |                                    |       |               |               |  |  |           |           |
|  | Qatar (p)                           | 0 (5)                           |                                    |       |               |               |  |  |           |           |
|  | Qatar (p)                           | 0 (5)                           |                                    |       |               |               |  |  |           |           |

### Tứ kết
| Tunisia                   | 2–1      | Oman           |
| ------------------------- | -------- | -------------- |
| - Jaziri 16' - Msakni 69' | Chi tiết | - Al-Alawi 66' |

| Qatar                                                                          | 5–0      | UAE |
| ------------------------------------------------------------------------------ | -------- | --- |
| - Salmeen 6' (l.n.) - Ali 28' (ph.đ.), 45+3' - Khoukhi 36' (ph.đ.) - Hatem 44' | Chi tiết |     |

| Ai Cập                                    | 3–1      | Jordan          |
| ----------------------------------------- | -------- | --------------- |
| - Hamdy 45+1' - Refaat 100' - Dawoud 119' | Chi tiết | - Al Naimat 12' |

| Maroc                                     | 2–2      | Algérie                                            |
| ----------------------------------------- | -------- | -------------------------------------------------- |
| - Nahiri 64' - Benoun 111'                | Chi tiết | - Brahimi 62' (ph.đ.) - Belaïli 102'               |
| Loạt sút luân lưu                         |          |                                                    |
| - Rahimi - Benoun - Jabrane - El Berkaoui | 3–5      | - Belaïli - Bendebka - Bedrane - Benayada - Tougai |

### Bán kết
| Tunisia                 | 1—0 | Ai Cập |
| ----------------------- | --- | ------ |
| - El Solia 90+5' (l.n.) |     |        |

| Qatar           | 1—2 | Algérie                                |
| --------------- | --- | -------------------------------------- |
| - Muntari 90+5' |     | - Benayada 59' - Youcef Belaili 90+17' |

### Tranh hạng ba
| Ai Cập                                               | 0–0 (s.h.p.) | Qatar                                                     |
| ---------------------------------------------------- | ------------ | --------------------------------------------------------- |
|                                                      | Chi tiết     |                                                           |
| Loạt sút luân lưu                                    |              |                                                           |
| Magdy · El Solia · Hegazi · Fotouh · Tawfik · Sherif | 4–5          | Al-Haydos · Khoukhi · Hassan · Alaaeldin · Afif · Boudiaf |

### Chung kết
| Tunisia | 0–2 (s.h.p.) | Algérie                       |
| ------- | ------------ | ----------------------------- |
|         | Chi tiết     | - Sayoud 99' - Brahimi 120+5' |

## Bàn thắng
Đã có 83 bàn thắng ghi được trong 32 trận đấu, trung bình 2.59 bàn thắng mỗi trận đấu.
4 bàn thắng
- Seifeddine Jaziri

3 bàn thắng
- Yacine Brahimi
- Yazan Al-Naimat
- Badr Benoun
- Almoez Ali

2 bàn thắng
- Youcef Belaïli
- Djamel Benlamri
- Baghdad Bounedjah
- Ahmed Refaat
- Abdelilah Hafidi
- Mohamed Nahiri
- Arshad Al-Alawi
- Khalid Al-Hajri
- Akram Afif
- Abdulaziz Hatem
- Firas Ben Larbi
- Youssef Msakni

1 bàn thắng
- Tayeb Meziani
- Amir Sayoud
- Hillal Soudani
- Mohamed Amine Tougai
- Marwan Dawoud
- Amr El Solia
- Hussein Faisal
- Mahmoud "El Wensh" Hamdy
- Marwan Hamdy
- Mohamed "Afsha" Magdy
- Ahmed "Zizo" Sayed
- Mohamed Sherif
- Hasan Abdulkareem
- Baha' Abdel-Rahman
- Hamza Al-Dardour
- Mahmoud Al-Mardi
- Abdullah Al-Hamdan
- Bessam
- Mouhamed Soueid
- Hemeya Tanjy
- Karim El Berkaoui
- Mohamed Chibi
- Yahya Jabrane
- Soufiane Rahimi
- Rabia Al-Alawi
- Salaah Al-Yahyaei
- Mohammed Rashid
- Tamer Seyam
- Hassan Al-Haydos
- Boualem Khoukhi
- Mohammed Muntari
- Mohammad Anz
- Mahmoud Al Baher
- Oliver Kass Kawo
- Ward Al Salama
- Caio Canedo
- Khalil Ibrahim
- Ali Saleh

1 bàn phản lưới nhà
- Khalifah Al-Dawsari (trong trận gặp Jordan)
- Fahmi Durbin (trong trận gặp Qatar)
- Ali Abu Eshrein (trong trận gặp Liban)
- Ali Salmeen (trong trận gặp Qatar)
- Amr El Solia (trong trận gặp Tunisia)

Nguồn: FIFA

### Các giải thưởng
Các giải thưởng dưới đây được trao sau khi giải đấu kết thúc.
| Quả bóng vàng              | Quả bóng bạc               | Quả bóng đồng              |
| -------------------------- | -------------------------- | -------------------------- |
| Yacine Brahimi             | Youcef Belaïli             | Akram Afif                 |
| Chiếc giày vàng            | Chiếc giày bạc             | Chiếc giày đồng            |
| Seifeddine Jaziri          | Yacine Brahimi             | Yazan Al-Naimat            |
| 4 bàn, 0 kiến tạo 511 phút | 3 bàn, 1 kiến tạo 507 phút | 3 bàn, 0 kiến tạo 166 phút |
| Găng tay vàng              |                            |                            |
| Raïs M'Bolhi               |                            |                            |

## Bảng xếp hạng chung cuộc
| R                       | Đội         | G | P | W | D | L | GF | GA | GD  | Pts. |
| ----------------------- | ----------- | - | - | - | - | - | -- | -- | --- | ---- |
| 1                       | Algérie     | D | 6 | 4 | 2 | 0 | 13 | 4  | +9  | 14   |
| 2                       | Tunisia     | B | 6 | 4 | 0 | 2 | 9  | 6  | +3  | 12   |
| 3                       | Qatar       | A | 6 | 4 | 1 | 1 | 12 | 3  | +9  | 13   |
| 4                       | Ai Cập      | D | 6 | 3 | 2 | 1 | 10 | 3  | +7  | 11   |
| Đội bị loại ở tứ kết    |             |   |   |   |   |   |    |    |     |      |
| 5                       | Maroc       | C | 4 | 3 | 1 | 0 | 11 | 2  | +9  | 10   |
| 6                       | Jordan      | C | 4 | 2 | 0 | 2 | 7  | 8  | −1  | 6    |
| 7                       | UAE         | B | 4 | 2 | 0 | 2 | 3  | 7  | −4  | 6    |
| 8                       | Oman        | A | 4 | 1 | 1 | 2 | 6  | 5  | +1  | 4    |
| Đội bị loại ở vòng bảng |             |   |   |   |   |   |    |    |     |      |
| 9                       | Syria       | B | 3 | 1 | 0 | 2 | 4  | 4  | 0   | 3    |
| 10                      | Liban       | D | 3 | 1 | 0 | 2 | 1  | 3  | −2  | 3    |
| 11                      | Mauritanie  | B | 3 | 1 | 0 | 2 | 3  | 7  | −4  | 3    |
| 12                      | Iraq        | A | 3 | 0 | 2 | 1 | 1  | 4  | −3  | 2    |
| 13                      | Ả Rập Xê Út | C | 3 | 0 | 1 | 2 | 1  | 3  | −2  | 1    |
| 14                      | Bahrain     | A | 3 | 0 | 1 | 2 | 0  | 4  | −4  | 1    |
| 15                      | Palestine   | C | 3 | 0 | 1 | 2 | 2  | 10 | −8  | 1    |
| 16                      | Sudan       | D | 3 | 0 | 0 | 3 | 0  | 10 | −10 | 0    |

## Truyền thông
| Quốc gia/Vùng lãnh thổ | Sở hữu bản quyền     | Ghi chú           |
| ---------------------- | -------------------- | ----------------- |
| Indonesia              | MNC Vision, K-Vision | [ cần dẫn nguồn ] |
| Malaysia               | Astro SuperSport     | [ cần dẫn nguồn ] |
| Qatar                  | beIN Sports          | [ 16 ]            |
| Qatar                  | Alkass               | [ 17 ]            |
| Hàn Quốc               | SBS Sports           | [ 18 ]            |
| Hoa Kỳ                 | Fox Sports           | [ cần dẫn nguồn ] |
| Thế giới               | FIFATV (YouTube)     | [ cần dẫn nguồn ] |